# Кеплер-452б
Кеплер-452б је егзопланета у систему звезде Кеплер-452. Откривена је у свемирској опсерваторији Кеплер, а откриће је објавила НАСА, 23. јула 2015. године. Постоји могућност да се ради о стеновитој Суперземљи. Планета орбитује у оквиру настањиве зоне звезде веома сличне Сунцу и представља шесту познату егзопланету налик Земљи.
Планета се налази на удаљености од око 1.400 светлосних година од Сунчевог система, тако да би свемирској сонди Нови хоризонти, при брзини од око 59.000 , требало приближно 26 милиона година да тамо стигне.

## Својства
Планета обиђе своју орбиту око звезде за 385 земаљских дана. Већа је приближно 1,6 пута од Земље, а налази се у настањивој зони своје звезде. Према процењеној величини планете Кеплер-452б, она је вероватно најмања планета налик Земљи која је откривена до 2015. године.
Маса планете Кеплер-452б је вероватно пет пута већа од Земљине, а сила теже двоструко јача од оне на Земљи, иако су израчунате масе егзопланете само грубе процене. Ако се ради о терестричкој планети, онда је највероватније Суперземља са много активних вулкана због тога што има већу масу и густину. Облаци на планети би тада били густи и магловити, а гледано из свемира покривали би велики део површине. Кеплер-452 би изгледао скоро идентично као Сунце ако би се гледао са површине Кеплер-452б егзопланте.
Није познато да ли је Кеплер-452б терестричка планета или мала гасовита планета, али обзиром на његов мали полупречник, постоји релативно велика вероватноћа (између 49% и 62%) да је стеновита планета. Није познато да ли Кеплер-452б има настањиву средину, али је познато да кружи око звезде типа G2V, као што је Сунце, уз скоро идентичну температуру и масу али са 20% већом луминисценцијом. Међутим, звезда је стара око 6 милијарди година, што је 1,5 милјарди година више од Сунца. У овој фази развоја звезде, Кеплер-452б прима 10% више енергије од своје звезде него што тренутно Земља прима од Сунца. Ако је Кеплер-452б стеновита планета, могуће је да је на њој присутан ефекат стаклене баште сличан оном на Венери.
| Име         | ESI  | SPH  | HZD   | HZC   | HZA   | p класа             | h класа           | Удаљеност [сг] | Статус            | Година открића |
| ----------- | ---- | ---- | ----- | ----- | ----- | ------------------- | ----------------- | -------------- | ----------------- | -------------- |
| Земља       | 1,00 | 0,72 | −0,50 | −0,31 | −0,52 | топла земаљска      | мезопланета       | 0              | —                 | —              |
| Кеплер-438б | 0,88 | 0,88 | −0,93 | −0,14 | −0,73 | топла земаљска      | мезопланета       | 470            | потврђено         | 2015           |
|             | 0,84 | 0,64 | −0,62 | −0,15 | 0,21  | топла земаљска      | мезопланета       | 23,6           | потврђено         | 2011           |
|             | 0,84 | 0,63 | −0,88 | −0,16 | −0,06 | топла суперземаљска | мезопланета       | 1.213          | Кеплеров кандидат | 2011           |
| Кеплер-442б | 0,83 | 0,98 | −0,72 | −0,15 | 0,28  | топла суперземаљска | мезопланета       | 1.292          | потврђено         | 2015           |
| Кеплер-62е  | 0,83 | 0,96 | −0,70 | −0,15 | 0,28  | топла суперземаљска | мезопланета       | 1.200          | потврђено         | 2013           |
| Кеплер-452б | 0,83 | ???  | −0,49 | ???   | ???   | топла суперземаљска | мезопланета       | 1.400          | потврђено         | 2015           |
| Марс        | 0,70 | 0,00 | 0,33  | −0,13 | −1,12 | топла субземаљска   | хипопсихропланета | 0              | није егзопланета  | праисторија    |
| Меркур      | 0,60 | 0,00 | −1,46 | −0,52 | −1,37 | врућа меркурска     | ненастањива       | 0              | није егзопланета  | праисторија    |
| Венера      | 0,44 | 0,00 | −0,93 | −0,28 | −0,70 | топла земаљска      | хипертермопланета | 0              | није егзопланета  | праисторија    |

### Легенда
Планете из табеле изнад су одређене са седам различитих критеријума:
1. Индекс сличности Земљи (енгл. Earth Similarity Index, ESI) — Сличност Земљи на скали од 0 до 1, где 1 представља апсолутно подударање са Земљом. ESI зависи од полупречника планете, њене густине, космичких брзина те температуре површине.
2. Стандардна примарна настањивост (енгл. Standard Primary Habitability, SPH) — Погодност за вегетацију на скали од 0 до 1, где је 1 индекс идеалних услова за раст. SPH зависи од температуре површине (и релативне влажности уколико је позната).
3. Удаљеност настањиве зоне — Удаљеност од центра настањиве зоне звезде на скали таквој да вредност од −1 представља унутрашњу ивицу зоне, а +1 спољашњу ивицу зоне. HZD зависи од луминозности звезде и њене температуре, те величине планетине орбите. Имати на уму да иако велики број планета има вредности HZD-а сличне Венериним (−0,93), укључујући и Кеплер-438б, HZD не показује да ли је планета претрпела тзв. одбегли ефекат стаклене баште или не, те због тога Кеплер-438б се тренутно сматра мезопланетом а не хипертермопланетом.
4. Састав настањиве зоне — Мера већинског састава, где вредности близу 0 одређују тела вероватно сачињена већинским делом од мешавине гвожђа, стена и воде. Вредности испод −1 представљају тела вероватно сачињена већинским делом од гвожђа, а вредности изнад +1 тела вероватно сачињена већинским делом од гасова. HZC зависи од масе и полупречника планете.
5. Атмосфера настањиве зоне — Потенцијал планете да задржава настањиву атмосферу, где вредности испод −1 представљају тела са вероватно мало или нимало атмосфере, а вредности изнад +1 тела са вероватно дебелим водиковим атмосферама (нпр. гасни гиганти). Вредности између −1 и +1 представљају тела која имају већу шансу за поседовање атмосфере погодне за живот, мада 0 не мора нужно да значи идеалну атмосферу. HZA зависи од масе, полупречника и величине орбите планете те од луминозности звезде.
6. Планетарна класа (енгл. Planetary Class, pClass) — Класификација објеката базирана на термалним зонама (врућа, топла или хладна, где је топла зона настањива зона) и маси (астероидска, меркурска, субземаљска, земаљска, суперземаљска, нептунска или јупитерска).
7. Класа настањивости (енгл. Habitable Class, hClass) — Класификација настањивих планета базирана на температури: хипопсихропланете — веома хладне (< −50 °C); психропланете — хладне; мезопланете — умерене температуре (0 °C — 50 °C, идеално за сложене облике живота; не помешати са другим дефиницијама мезопланета); термопланете — вруће; хипертермопланете (hT)— веома вруће (> 100 °C). Мезопланете би биле идеалне за формирање сложених облика живота, где би класе hP или hT подржавале само екстремофиличне облике живота. Ненастањиве планете су класификоване једноставно као НН или као ненастањиве.